# Llanfihangel Aberbythych
Llanfihangel Aberbythych è un centro abitato del Galles, situato nella contea del Carmarthenshire.